# Whitesboro (New Jersey)
Whitesboro est une census-designated place située dans le comté de Cape May, dans l’État du New Jersey, aux États-Unis. Lors du recensement de 2020, elle compte 2 300 habitants.